# إدي ليون
إدي ليون (بالإنجليزية: Eddie Leon)‏ هو لاعب كرة قاعدة أمريكي، ولد في 11 أغسطس 1946 في توسان في الولايات المتحدة.

## وصلات خارجية
- إدي ليون على موقعبيزبول رفرنس.كوم (الدوري الرئيسي) (الإنجليزية)
- إدي ليون على موقعبيزبول رفرنس.كوم (الدوري الثانوي) (الإنجليزية)